# Уругвайсько-японські відносини
Уругвайсько-японські відносини - двосторонні дипломатичні відносини між Уругваєм і Японією, встановлені у 1921. Японія має посольство в Монтевідео , а Уругвай — посольство в Токіо.
Двосторонні відносини були перервані під час Другої світової війни, але в 1952 відновлені.
Є невелика діаспора японців в Уругваї.
У 2001 Принцеса Саяко урочисто відкрила Японський сад у Монтевідео .
У вересні 2008 Принцеса Такамадо відвідала Уругвай і взяла участь у церемонії, присвяченій 100-річчю японської імміграції в Уругвай.
Обидві країни є повноправними членами Організації Об'єднаних Націй та Світової організації торгівлі.